# Castelo de Vilamarín

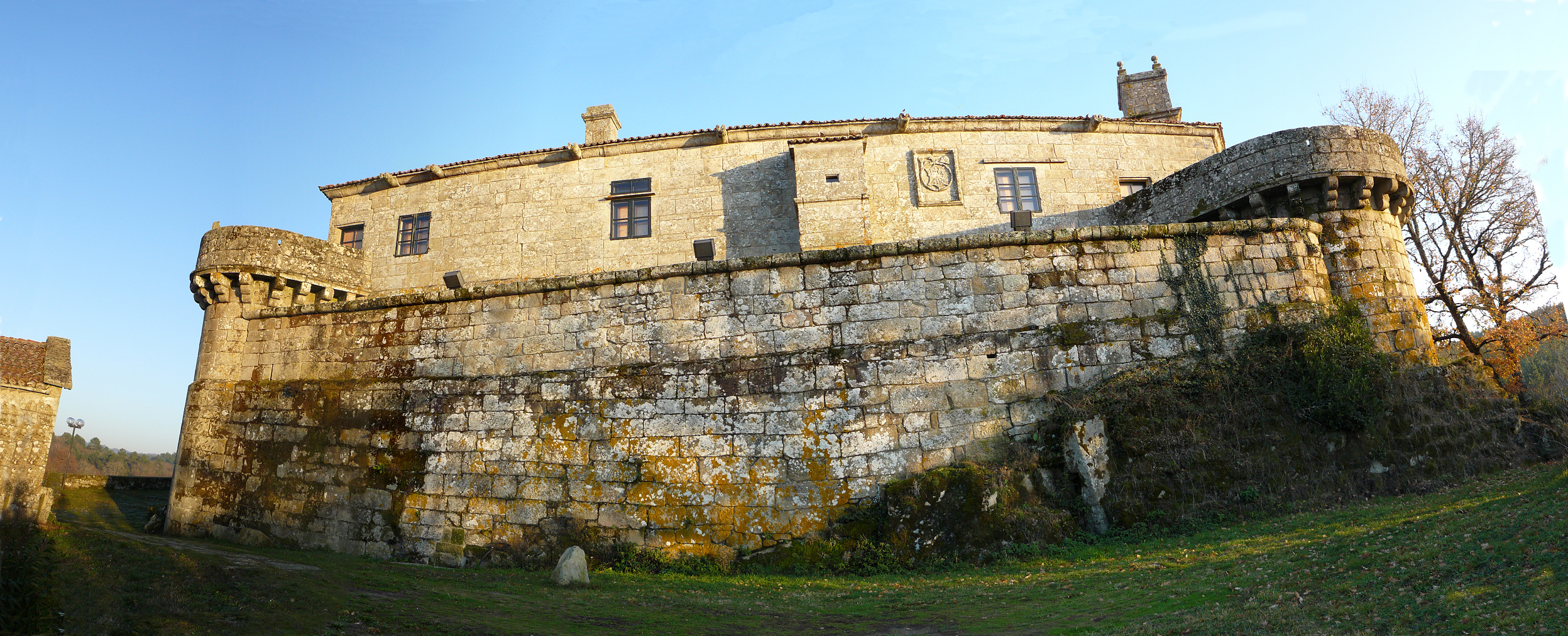
Castelo de Vilamarín, Espanha: vista panorâmica.

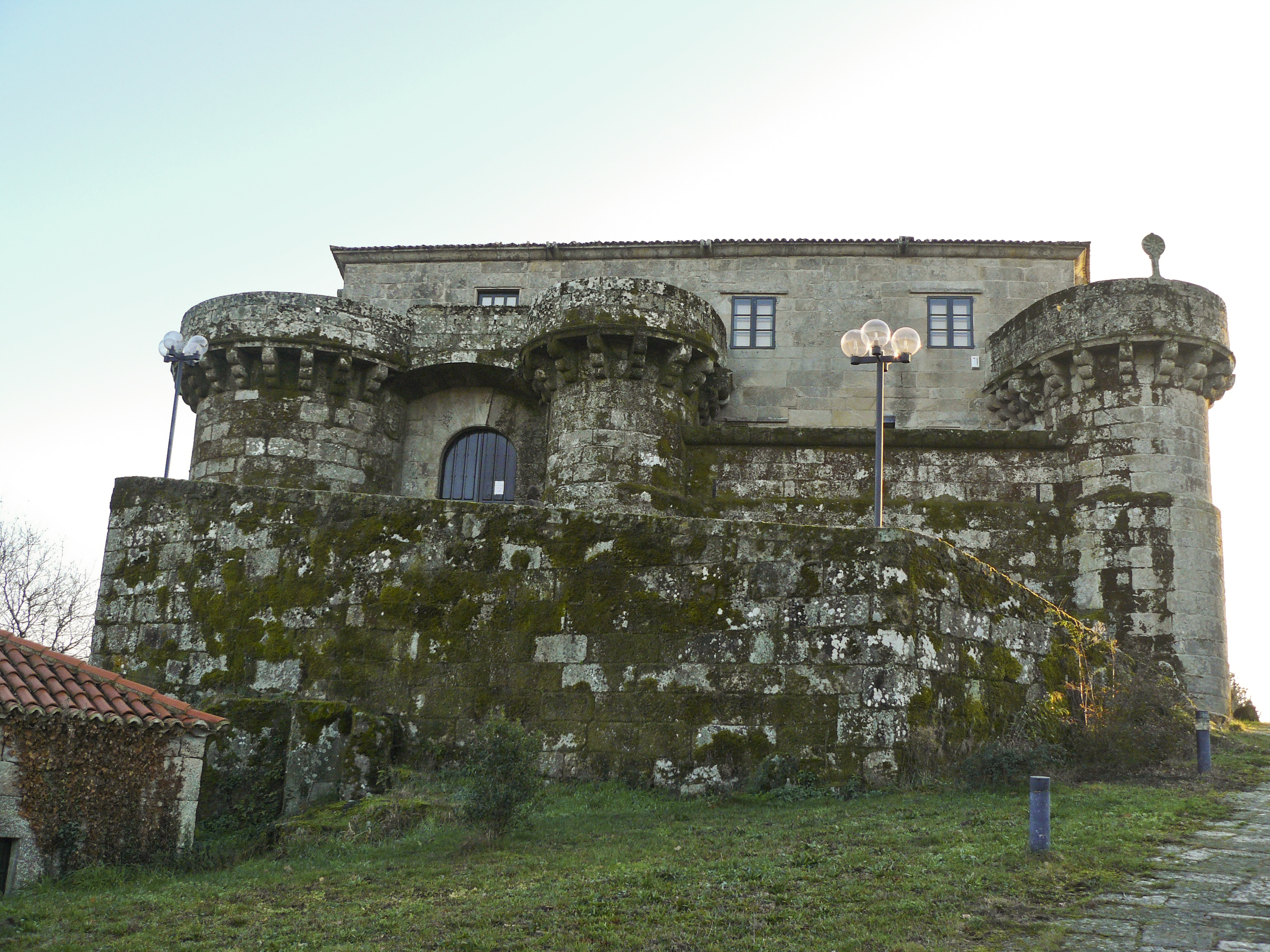
Castelo de Vilamarín, Espanha: fachada.

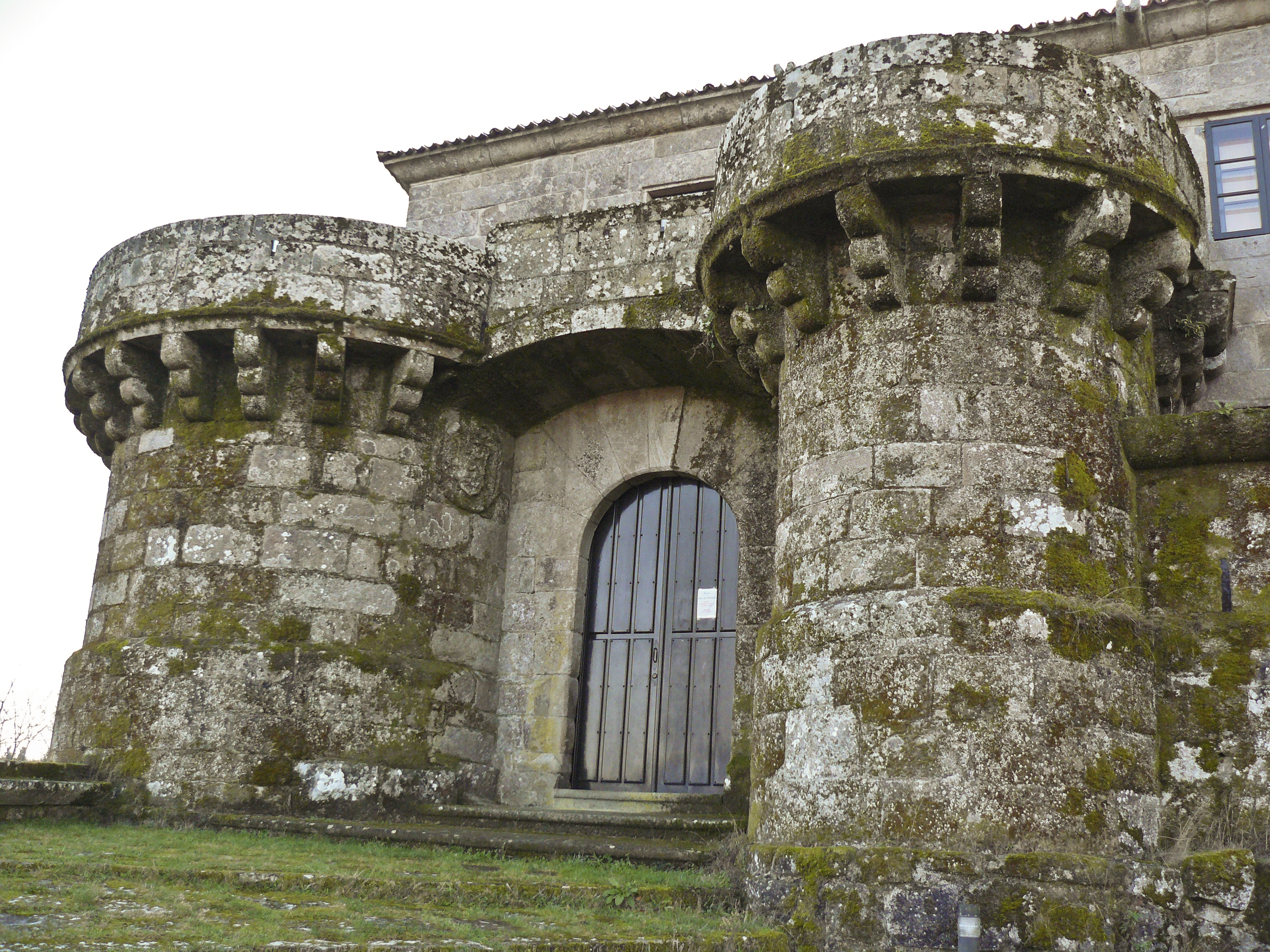
Castelo de Vilamarín, Espanha: porta principal.

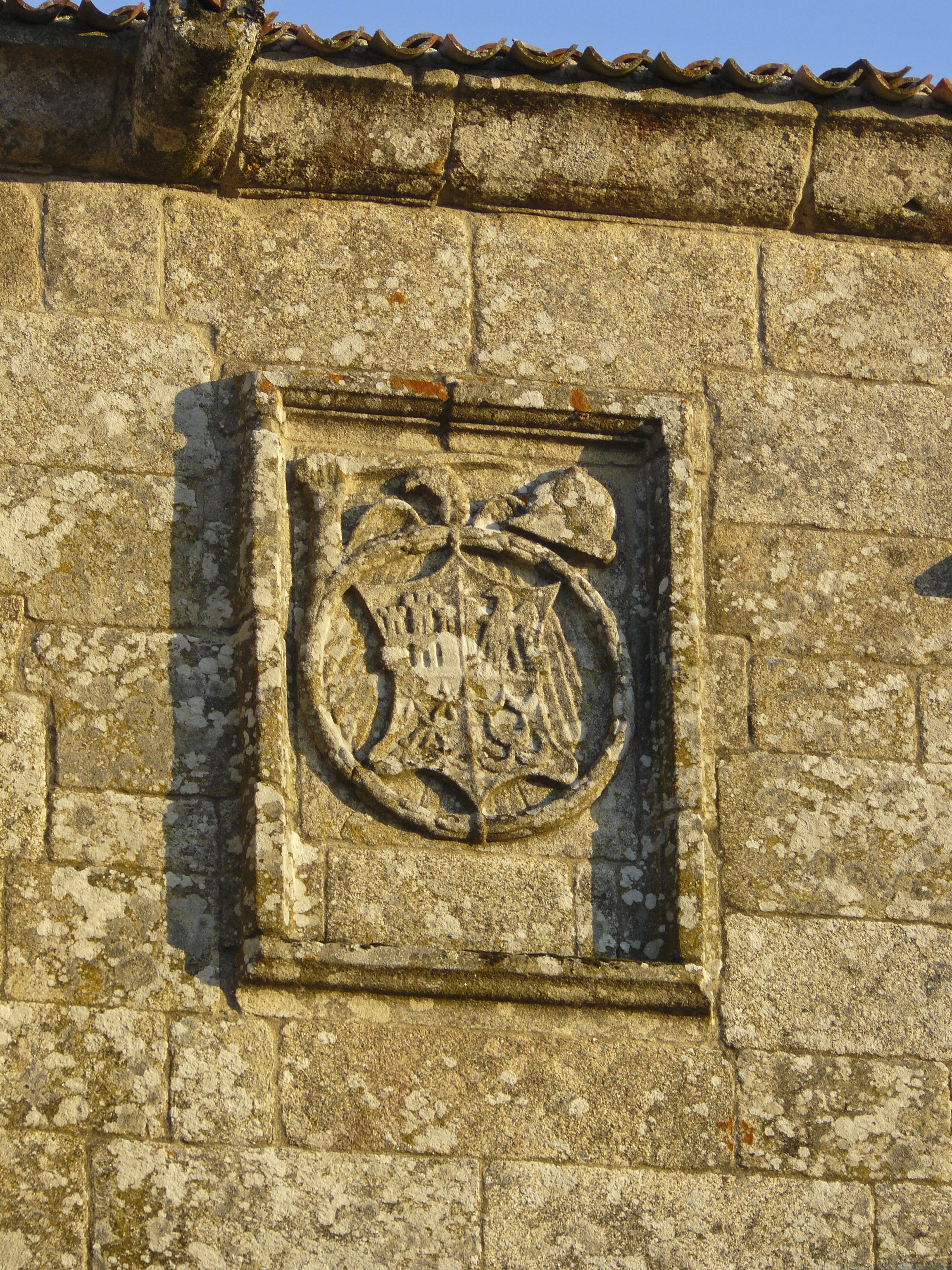
Castelo de Vilamarín, Espanha: brasão de armas.

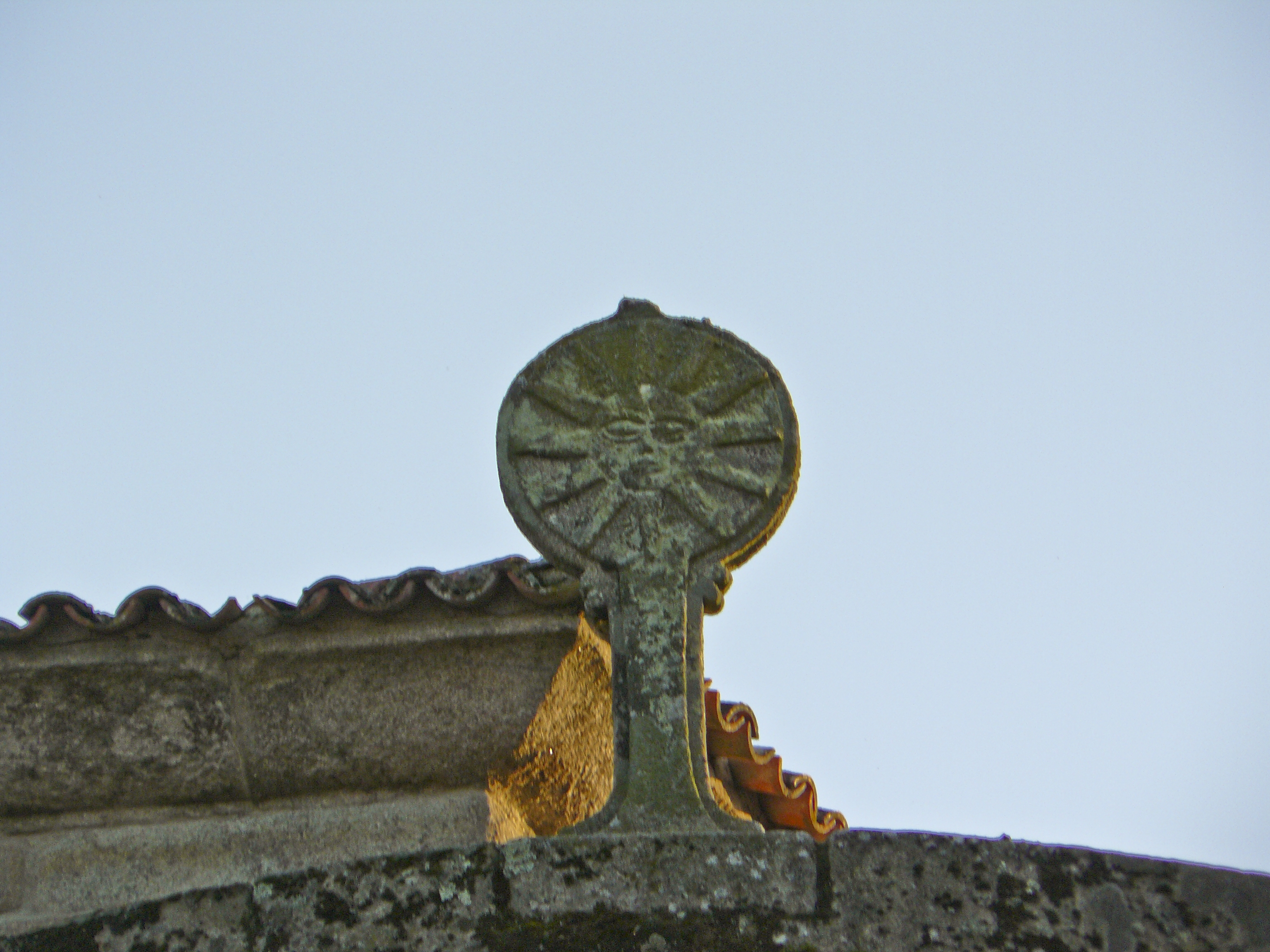
Castelo de Vilamarín, Espanha: relógio de sol.

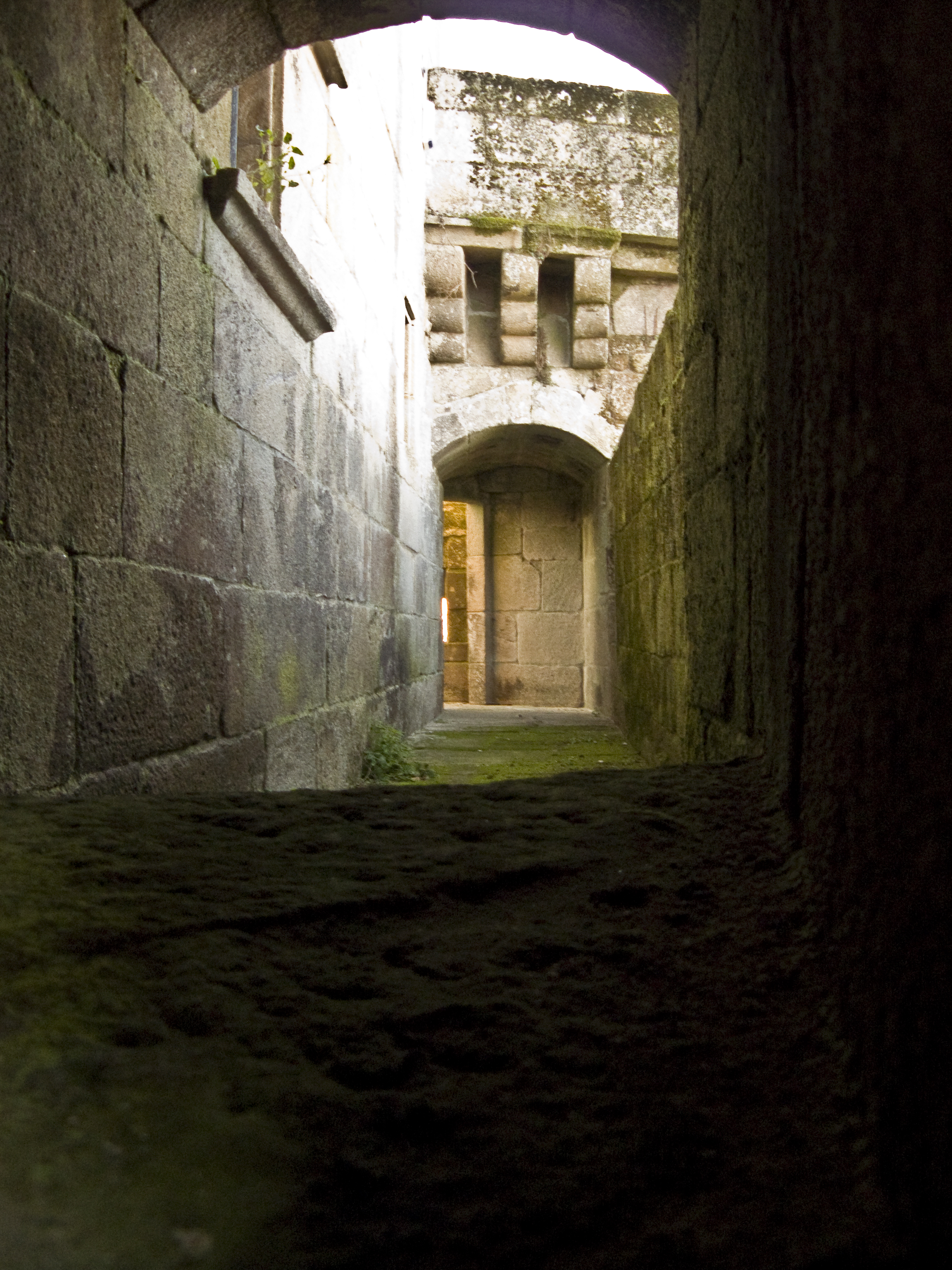
Castelo de Vilamarín, Espanha: caminho de guarda.

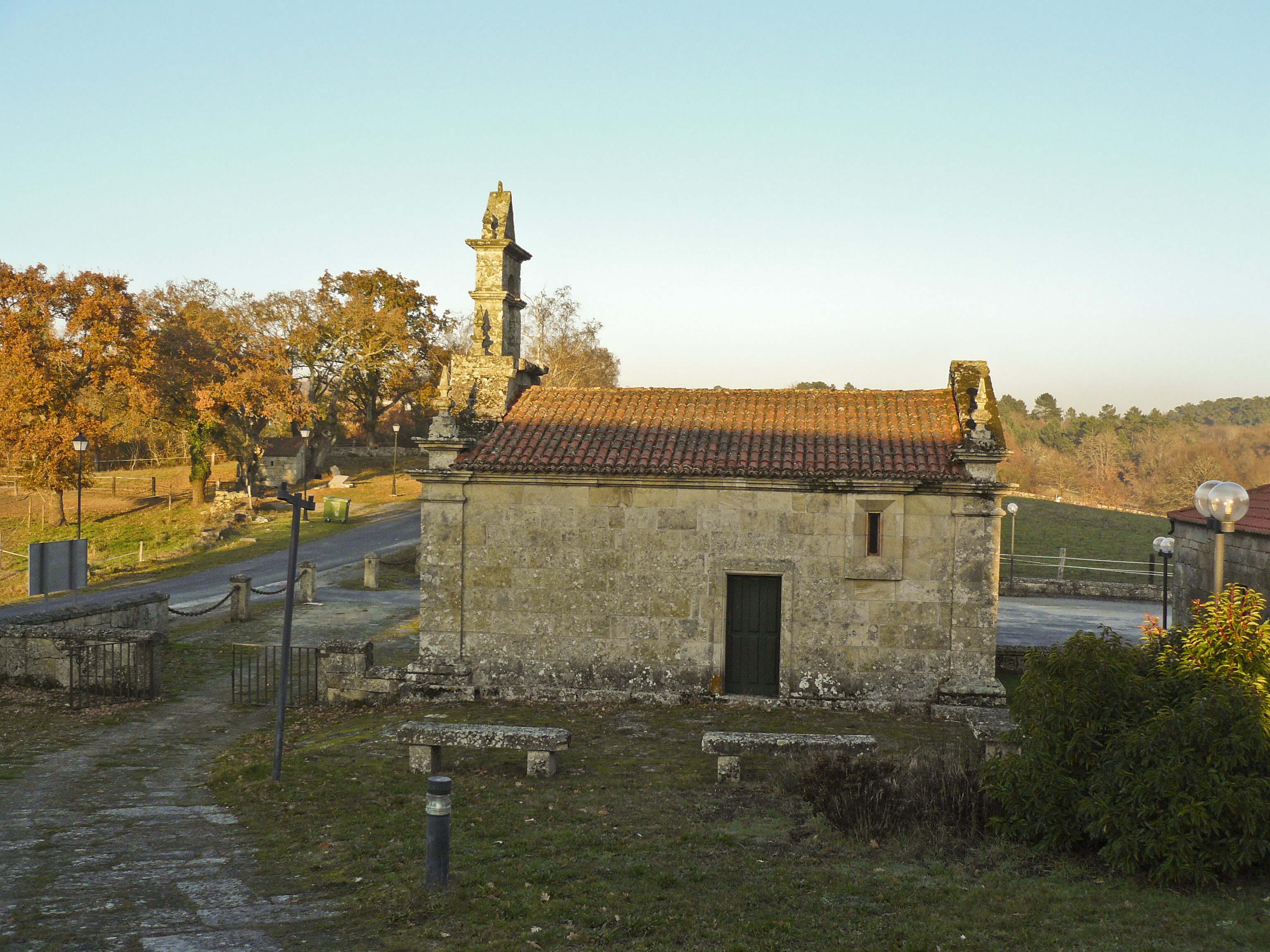
Castelo de Vilamarín, Espanha: capela.

O Castelo de Vilamarín, também conhecido como Paço de Vilamarín, localiza-se no Casal de Bouza, no município de Vilamarín, na província de Ourense, comunidade autónoma da Galiza, na Espanha.
Ergue-se no alto de uma pequena elevação de rocha granítica, em posição dominante sobre a planície circundante.
Primitivamente uma fortificação, foi posteriormente adaptado à função de paço senhorial. Integrou, na Idade Média, os domínios do Mosteiro de Oseira.

## História
As suas origens são desconhecidas. A primeira informação documental a seu respeito é a doação da Vilamarín, entre outras, por Afonso VII ao tenente do Castelo de Allariz em recompensa por serviços prestados na guerra. Essa doação foi confirmada por Fernando III de Leão e Castela e por Sancho IV.
O paço pertenceu ao Senhorio de Ribadavia, tendo sido arrasado durante a grande revolta irmandinha em 1467.
Em 1603, segundo notícia de Ángel del Castillo, o conjunto permanecia desabitado. Segundo o mesmo autor, ao fim do século XVII o imóvel pertencia ao conde de Maceda. Neste período foi objecto de profundas reformas que lhe conferiram o actual aspecto de paço fortificado, com soluções arquitectónicas barrocas. O Cadastro de Ensenada confirma esta notícia no século XVIII, afirmando que, em Vilamarín, o conde de Maceda "tiene una casa en el Lugar de Fortaleza, de un alto, con su bodega, granja, cozina y caballerizas y que paga por todo ello al Convento de San Paio de Antealtares".
Durante o século XIX passou por vários donos, entre os quais o conde de Tabuada.
Em princípios do século XX encontrava-se nas mãos da família de la Maza. Pedro de la Maza vendeu-o a Juan López Suárez, que o manteve por 24 anos, passando em seguida às mãos de José Vicoña Otero até que, em 1976 este vendeu-o à Deputación Provincial de Ourense, sua actual proprietária.
Classificado como Monumento Histórico-Artístico em 1977, sofreu uma extensa intervenção de restauro, a cargo do arquitecto Carlos Fernández-Gago Varela, concluídas em 1987. O resultado final obteve a medalha de prata da Asociación Española de Amigos de los Castillos.
Actualmente encontra-se requalificado como espaço museológico, com a exposição permanente da obra de Xaime Quessada.

## Características

### Exterior
A conjunto, em perpianhos de granito, apresenta planta poligonal irregular com sete vértices, resultado das várias alterações que lhe foram incorporadas, obtendo-se como resultado uma espécie de hexágono alongado, semelhante a um rectângulo.
Cinco torres dominam o conjunto. Todas apresentam balestreiros salientes apoiados em consolos. Três são de secção circular e duas, voltadas a Norte, de secção quadrada. Nos lados mais expostos, a Noroeste e a Sudoeste, uma barbacã com cerca de 6 metros de altura reforça o sistema defensivo. Os lados Nordeste e Sudeste são naturalmente defendidos pelo terreno íngreme, que junto com a altura do muro exterior tornam-nos inacessíveis.
O portão de armas rasga-se na fachada Noroeste, defendido por uma torre circular no vértice e por uma torre semicircular ao centro desta fachada. É encimado por um arco de volta perfeita de grandes aduelas de cantaria e, por cima dele, uma estreita varanda com balaustrada une as duas torres que flanqueiam o portão. Tanto esta varanda como os salientes dos balestreiros têm canhoneiras orientadas para a porta.
Da torre à esquerda do portão, desenvolve-se um muro que limita a pequena rampa de acesso, cujo desenho faz um cotovelo diante do portão.
O conjunto conserva as barbacãs, as seteiras e o adarve pelo lado Oeste. As primitivas ameias foram substituídas por uma cornija moldurada com canos e gárgulas. No sexto ângulo conserva um balcão de defesa apoiado sobre cachorros de secção circular.
A torre do vértice Sudoeste é coroada por um relógio de areia em forma de pátena. Em outro lugar, um pecíolo de pedra num círculo biselado retrata uma estrela bonachona ou um sol exótico do qual partem doze raios. Conservam-se ainda os brasões de armas dos Vilamarín apesar da erosão sofrida pelo tempo.
O edifício é recoberto por telhado de quatro águas, no qual sobressaem quatro chaminés, entre as quais se destaca da cozinha, de secção quadrada, com mais de 2 metros de lado, elevando-se a 5 metros de altura. Esta cobertura une-se aos muros por meio de uma cornija moldurada.

#### A Capela
Diante do conjunto foi erguida uma capela no século XVIII sob a invocação de São Gregório Magno. Este edifício apresenta planta rectangular, com cobertura de duas águas. É decorada com pilastras de secção nos vértices, coroadas por molduras e remates piramidais terminados em bola. A fachada é rematada com uma moldura quádrupla. O conjunto é coroado por uma espadana de dois corpos, separados por uma moldura, e terminada num pequeno frontão. A porta principal é alintelada e remarcada com molduras no exterior. É encimada por uma pequena rosácea. Uma outra porta rasga-se no muro Sul. Em cada uma das fachadas laterais rasga-se uma janela rectangular.

### Interior
No interior as diferentes dependências dispõem-se ao redor de um pátio porticado (ao estilo romano), que talvez possa ter se constituído no primitivo pátio de armas, com uma galeria aberta no pavimento superior. Deste pátio parte uma escada de pedra que comunica com o salão intermédio e com o pavimento superior. Neste, uma série de salões comunicam-se entre si, com acessos para a galeria que dá vista para o pátio. Algumas dessas portas apresentam arcos de tipo carpanel e outras são adinteladas.
A galeria apoia-se em quatro grossos pilares de vértices rebaixados, situados nos ângulos. No pavimento superior abrem-se janelas rectangulares. No pavimento inferior rasgam-se duas janelas a Norte, que correspondem a um salão situado no pavimento intermédio.
As dependências da cozinha, situadas no ângulo Sul, apresentem uma lareira com sino apoiado em capitéis moldurados. Nesta lareira esteve primitivamente a pedra de armas hoje à entrada do castelo. A cozinha tem acesso à torre no ângulo Sul.
No pavimento inferior situam-se as cortes, os armazéns e algumas outras estâncias que semelha serviram de cárceres.